# Ivan Horvat
Ivan Horvat, noto anche come Ivica Horvat (Sisak, 16 luglio 1926 – Gnivizze, 27 agosto 2012), è stato un calciatore e allenatore di calcio jugoslavo dal 1992 croato, di ruolo difensore.

## Carriera
Con la Dinamo Zagabria vinse il campionato jugoslavo nel 1948 e nel 1954, con l'Eintracht quello tedesco nel 1959. Con la Nazionale ottenne inoltre un argento Olimpico nel 1952. In seguito divenne allenatore e portò la Dinamo Zagabria alla vittoria nella Coppa delle Fiere del 1967.

## Palmarès

### Giocatore

#### Club
- Campionato jugoslavo: 2

Dinamo Zagabria: 1947-1948, 1953-1954
- Coppa di Jugoslavia: 1

Dinamo Zagabria: 1951
- Campionato tedesco: 1

E. Francoforte: 1958-1959

#### Nazionale
- Argento olimpico: 1

Helsinki 1952

### Allenatore

#### Competizioni nazionali
- Coppa di Germania: 1

Schalke 04: 1971-1972

#### Competizioni internazionali
- Coppa delle Fiere: 1

Dinamo Zagabria: 1966-1967